# Sri Lanka op de Olympische Zomerspelen 2016
Sri Lanka was een van de deelnemende landen aan de Olympische Zomerspelen 2016 in Rio de Janeiro, Brazilië. De selectie bestond uit negen atleten, actief in zes verschillende disciplines. Marathonloper Anuradha Cooray droeg de Sri Lankaanse vlag tijdens de openings- en sluitingsceremonie. Tijdens de spelen wisten de Sri Lankaanse atleten geen medailles te behalen.

## Deelnemers en resultaten
(m) = mannen, (v) = vrouwen 
Het overzicht van de deelnemers en resultaat per sport volgt.

### Atletiek
| Olympiër                   | Discipline      | Resultaat | Prestatie                    |
| -------------------------- | --------------- | --------- | ---------------------------- |
| Anuradha Cooray V          | marathon (m)    | 34e       | 2:17:06 (34e)                |
| Sumeda Ranasinghe          | speerwerpen (m) | 36e       | kwalificaties: 71,93 m (36e) |
|                            |                 |           |                              |
| Niluka Geethani Rajasekara | marathon (v)    | 129e      | 3:11:05 (129e)               |

### Badminton
| Olympiër           | Discipline    | Resultaat  | Prestatie                                                                            |
| ------------------ | ------------- | ---------- | ------------------------------------------------------------------------------------ |
| Niluka Karunaratne | enkelspel (m) | groepsfase | groepsfase verloor van Chen Long (7–21, 10–21) won van Adrian Dziółko (21–19, 24–22) |

### Gewichtheffen
| Olympiër      | Discipline | Resultaat | Prestatie             |
| ------------- | ---------- | --------- | --------------------- |
| Sudesh Peiris | –62 kg (m) | DNF       | trekken: 120 kg (DNF) |

### Judo
| Olympiër               | Discipline | Resultaat   | Prestatie                                                                                             |
| ---------------------- | ---------- | ----------- | --- |
| Chamara Dharmawardhana | –73 kg (m) | derde ronde | tweede ronde won van Benjamin Waterhouse: ippon derde ronde verloor van Lasja Sjavdatoeasjvili: ippon |

### Schietsport
| Olympiër           | Discipline           | Resultaat | Prestatie                         |
| ------------------ | -------------------- | --------- | --------------------------------- |
| Mangala Samarakoon | 10 m luchtgeweer (m) | 50e       | kwalificaties: 589,6 punten (50e) |
| Mangala Samarakoon | 50 m liggend         | 47e       | kwalificaties: 601,8 punten (47e) |

### Zwemmen
| Olympiër           | Discipline           | Resultaat | Prestatie             |
| ------------------ | -------------------- | --------- | --------------------- |
| Matthew Abeysinghe | 100 m vrije slag (m) | 50e       | series: 50.96 (50e)   |
|                    |                      |           |                       |
| Kimiko Raheem      | 100 m rugslag (v)    | 28e       | series: 1:04.21 (28e) |